# محمود الكاشغري

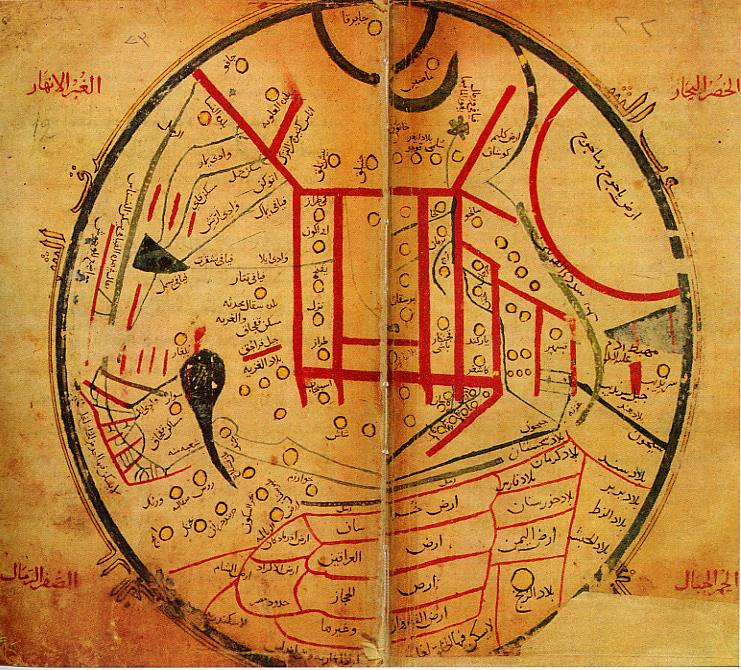
خريطة لقبائل الترك في كتابه ديوان لغات الترك

محمود بن الحسين بن محمد الكاشغري (بالأويغورية: مەھمۇد قەشقىرى) (1005م - 1102م الموافق القرن الخامس للهجرة) عالم ومؤرخ تركي من مدينة كاشغر من علماء القرن الحادي عشر، اختص بأنساب الترك ولغاتهم، ألف كتبه بالعربية ومنها «ديوان لغات الترك» طبع بالأستانة في 3 مجلدات سنة 1333هـ، وهو مسلم من ترك القارلوق توفي سنة 1102م.
والده حسين كان واليا على بارسغان وتربطه علاقة مع خانات القراخان، أما والدته بيبي رابية البصري فهي من أصول عربية.
ولد الكاشغري في منطقة كاشغر في تركستان الشرقية وهاجر منها إلى العراق والف هذا الكتاب خلال سنتين واهداه إلى الخليفة العباسي.
خلال إقامته في بغداد قام الكاشغري بكتابة كتابه ديوان لغات الترك في عام 1072م وأنهاه في 12 فبراير 1074م، وقام بمراجعته أربع مرات، وقد استغرقت هذه الفترة عامين كاملين إلي أن أنجزه بشكله النهائي عام 1076 م. وقد قام بإهداء انجازه إلي نجل الخليفة العباسي المقتدي بأمر الله، الأمير أبو القاسم عبد الله.